# Koenraad Goudeseune

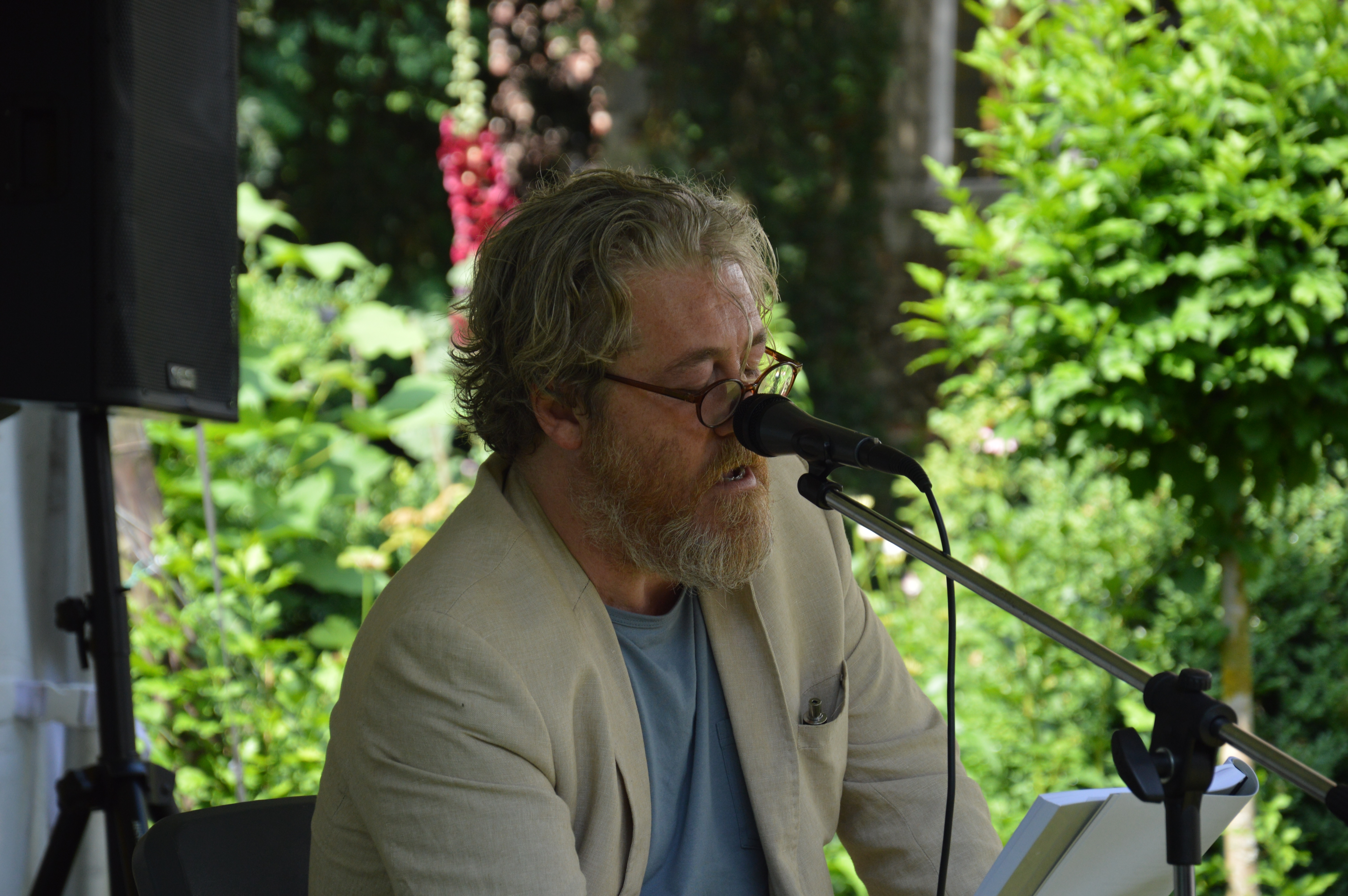
Koenraad Goudeseune leest voor uit eigen werk tijdens Poëzie in de Pastorie op 2 juli 2017

Koenraad Jules Cornelius Goudeseune (Ieper, 23 februari 1965 – Gent, 9 december 2020) was een Vlaamse dichter, prozaschrijver, auteur van brieven en recensent.
Zijn poëzie wordt gekenmerkt door een mengsel van ironie en sarcasme. In zijn brieven, recensies en verhalen zet Goudeseune zich af tegen de 'ons-kent-onsmentaliteit' in het literaire wereldje. Hij meet zichzelf graag de rol van 'miskende outcast' aan.

## Biografie
Goudeseune verliet in 1989 de volgens hem banale en kleinburgerlijke Westhoek en verhuisde naar Gent. Hij verdiende de kost met uiteenlopend werk: als recensent, kelner, vrachtwagenchauffeur, taxichauffeur, privéchauffeur voor een Belgische politicus, nachtwaker, medewerker bij Kunstencentrum Vooruit enzovoorts.
Goudeseune debuteerde als dichter met de publicatie van het gedicht "Populieren" in literair tijdschrift Dietsche Warande & Belfort. Tussen 1987 en 2020 verschenen negen gedichtenbundels en zeven prozawerken (vier brievenromans, drie verhalenbundels) van zijn hand bij verschillende uitgeverijen.
In het najaar van 2020 werd bij hem vergevorderde kanker vastgesteld. Na een initiële behandeling werd hij in november 2020 uit het ziekenhuis ontslagen. Kort daarna maakte hij op zijn Facebookpagina bekend dat hij nog voor het einde van het jaar voor euthanasie zou kiezen. Hij overleed op 9 december dat jaar.

## Prijzen
- Vuile was kreeg een eervolle vermelding van de jury van de Geertjan Lubberhuizenprijs voor prozadebuten.
- De gedichtenbundel Zen uit eigen werk werd genomineerd voor de Jo Peters Poëzieprijs 2006.